# Reiner Protsch
Reiner Protsch von Zieten (Berlijn, 14 januari 1939) is een Duitse antropoloog, die vooral bekend is door het publiceren van valse koolstofdateringsgegevens van menselijke fossielen. 
Protsch von Zieten werkte als antropoloog en een koolstofdateringsspecialist aan de Universiteit van Frankfurt. Hij studeerde archeologie aan de Universiteit van Californië in Los Angeles, waar hij een doctoraatstitel  behaalde in 1973. 
In de loop der jaren begonnen veel van zijn collega's zijn deskundigheid in twijfel te trekken. In 2001 stuurde de archeoloog Thomas Terberger van de Universiteit van Greifswald enkele fossielen naar Protsch voor verder onderzoek. Protsch maakte echter ernstige fouten bij de koolstofdatering. Hij vermeldde dat een schedel die hij had ontvangen mogelijk 36.300 jaar oud was, terwijl later onderzoek aantoonde dat deze niet ouder was dan 7500. Een ander fossiel werd door hem geschat op 21.300 jaar, maar bleek slechts 3090 jaar oud te zijn. Eenmaal beweerde hij dat een fossiel dat de naam Adapis had gekregen zou zijn gevonden in Zwitserland, terwijl het in werkelijkheid uit Frankrijk kwam. 
Terberger en de Britse archeoloog Martin Street publiceerden hun bevindingen, en de Universiteit van Frankfurt begon met een onderzoek. Protsch verwierp de beweringen en beweerde later dat zijn metingen waren verstoord omdat een laboratoriummedewerker er niet in zou zijn geslaagd om schellak uit de steekproeven te verwijderen alvorens te testen. 
In 2004 ontdekte een journalist van Der Spiegel dat Protsch' bewering dat hij een nakomeling zou zijn van de Pruisische generaal Hans Joachim von Zieten mogelijk niet klopten, en dat hij de "Van Zieten"-titel derhalve onrechtmatig gebruikte. Hij was eigenlijk een zoon van een vroeger Nazipartijlid genaamd Wilhelm Protsch. Der Spiegel beweerde eveneens dat Protsch niet wist hoe hij moest omgaan met apparatuur voor koolstofdatering, dat hij de universiteit opdracht gaf om bewijsmateriaal van medische experimenten uitgevoerd door de nazi's te vernietigen, en dat hij geprobeerd had om 278 kostbare chimpanseeschedels te verkopen aan een Amerikaanse verzamelaar. Met name dit laatste feit was aanleiding voor de Universiteit van Frankfurt om een onderzoek naar Protsch te starten.
De universiteit schorste Reiner Protsch in april 2004. Op 18 februari 2005 dwong de universiteit hem met pensioen te gaan wegens het publiceren van onwaarheden. De universiteit verklaarde ook dat hij schuldig had gemaakt aan plagiaat en het verkopen van universitair bezit. In 2009 werd Protsch uiteindelijk tot anderhalf jaar gevangenisstraf veroordeeld vanwege een aantal criminele handelingen.